# Zilog Z8
Zilog Z8 – rodzina mikrokontrolerów firmy ZiLOG z wbudowaną pamięcią RAM i opcjonalną pamięcią ROM.  Z8 nie jest w żaden sposób spokrewniony ze słynnym procesorem Z80, ma zupełnie inną architekturę i zestaw instrukcji.
Budowa logiczna komputera:
- procesor
- wewnętrzny układ generatora taktującego: 4 MHz,
- ROM: 2048 bajtów
- RAM: 144 bajty (blok rejestrów)
- liczniki: 2 x 8 bitów
- asynchroniczny układ odbiornika/nadajnika
- układ sterowania przerwaniami: 6 przerwań
- porty we-wy: 4
- plik rejestrów:
  - we-wy: 4
  - statusowe i sterujące: 16
  - ogólnego przeznaczenia: 124

Inne dane techniczne:
- maksymalna pamięć zewnętrzna (dołączana przez porty we-wy): 131.072 bajty
- liczba instrukcji maszynowych: 129

Główną konkurencję stanowią rodziny kontrolerów Motorola 6800 i Intel 8051.